# スカースデイル公立学区

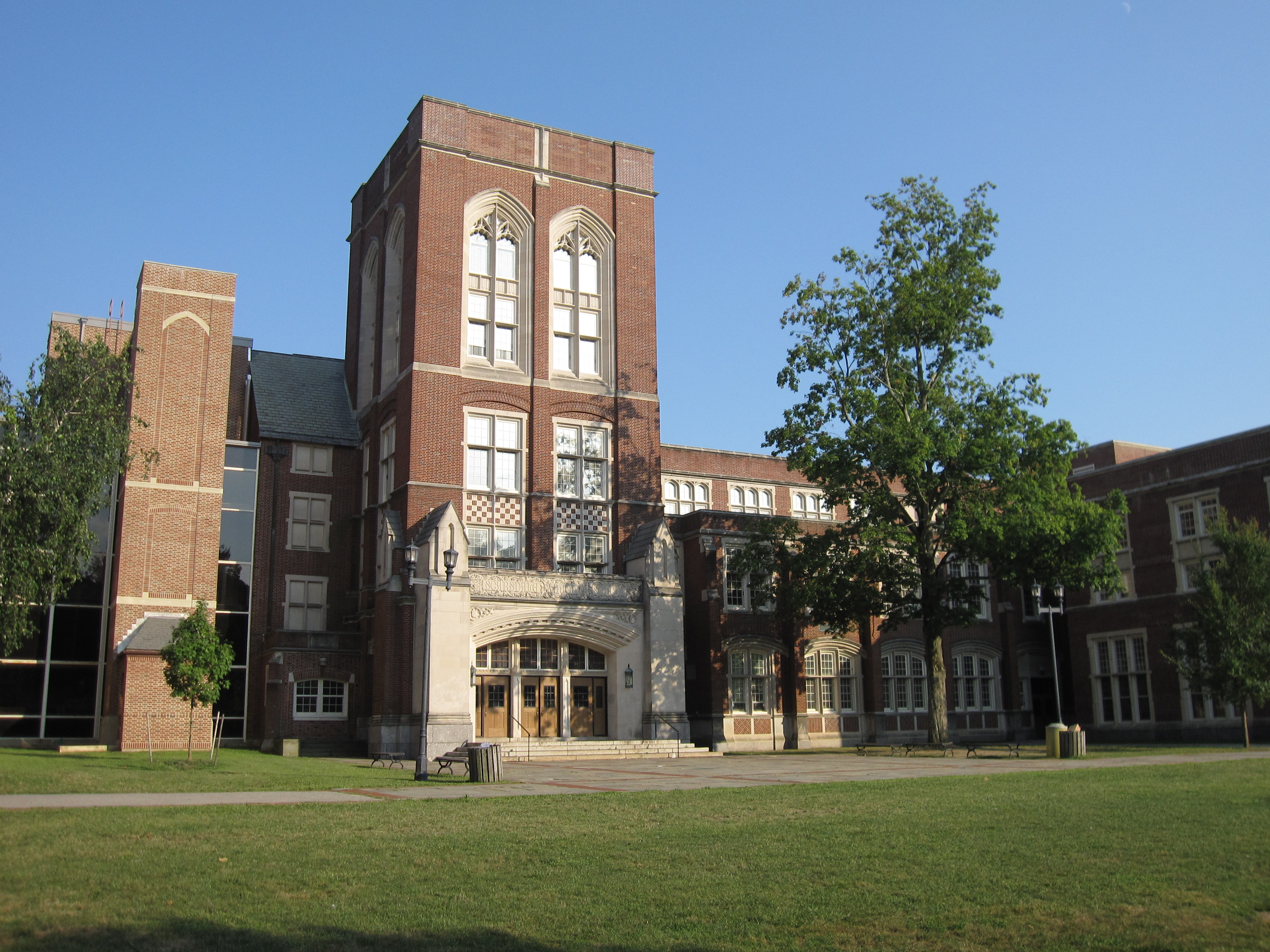
スカースデイル高等学校

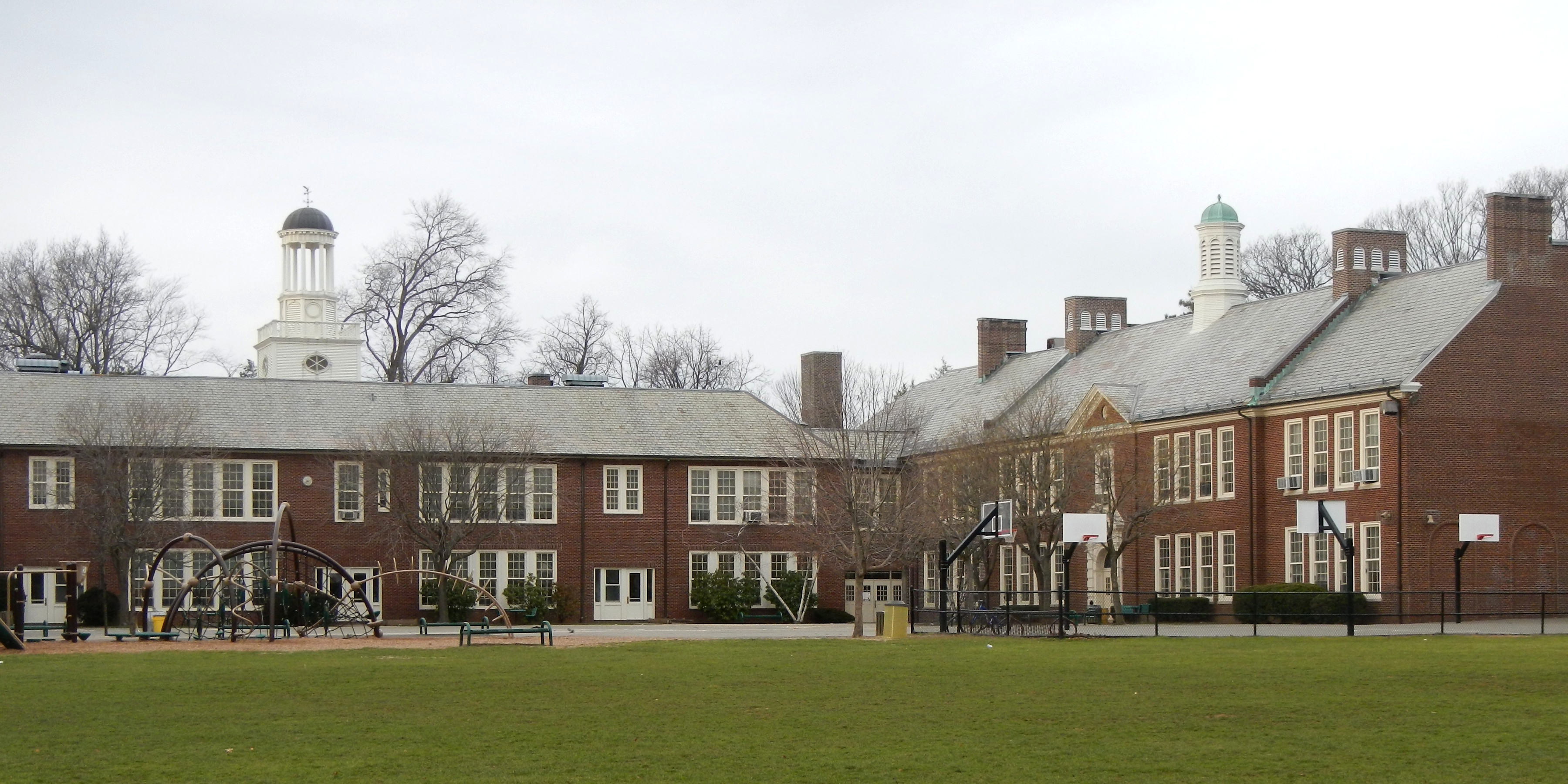
エッジウッド学校

スカースデイル公立学区（英: Scarsdale Public School District）またはスカースデイル・ユニオン・フリー学区（英: Scarsdale Union Free School District）は、アメリカ合衆国ニューヨーク州にある学区の一つ。スカースデイル全域及びママロネックの一部を管轄する。7校から構成され、計4,593人の幼稚園～高校の生徒が在籍する。（地図 - Google マップ）
2012年6月時点の24/7 Wall St.の調べによれば、スカースデイル公立学区は全米で最も裕福な学区であるとされる。

## カリキュラム
2008年、スカースデイル高等学校の教員陣は、従来のアドバンスト・プレイスメント課程に代わり、更に高レベルな内容を指導する地域独自の「アドバンスト・トピックス」課程を開始した。最初のコースは視覚芸術と社会科だった。マイケル・V・マギル学区長は、「アドバンスト・トピックスは事実的内容と批判的思考に重点を置くものである」と述べている。

## 人口統計
1991年時点において、アジア系学生は学区内に在籍する生徒・児童の19.3%を占めていた。同年のフォックスメドウ小学校の児童の26%が、アジア系であった。また、学区内の別の小学校でもアジア系児童が25%を超えていた。このアジア系生徒・児童が占める高い人口比率は、主にニューヨーク市に通うためにスカースデイルに移り住む日本人ビジネスマンの増加によるものであり、またその他の多くの住民が子供が巣立った後にスカースデイルに移り住んでいることに起因している。フォックスメドウ小学校は、この日本人児童の増加に対して、新しく転入・入学して来る日本人児童に対して道しるべとなるアメリカ人の「相手」を配置し、また日本人保護者のための保護者会を設置することで対応している。

## 学業
1991年におけるスカースデイル公立学区のSAT試験の平均点は、全米平均より100点高かった。2007年におけるSATの平均点は数学で639点、読解で617点、記述で636点だった（全て800点満点。他方、全米平均は数学505点、読解491点、記述494点だった）。2006年のスカースデイル高等学校の卒業生364人の内、約97%の生徒が4年制大学に進学予定とあった。ニューヨーク・タイムズのエルサ・ブレナー（Elsa Brenner）は、「この学区は優秀さにおいて他の追随を許さず、特段改善すべき問題点は見当たらない」と述べている。

## 構成校

### 小学校
- エッジウッド（Edgewood）
- フォックスメドウ（Fox Meadow）
- グリーンエーカーズ（Greenacres）
- ヒースコード（Heathcote）
- クエーカーリッジ（Quaker Ridge）

これらは全てスカースデールにある地区名に由来している。

### 中学校
- スカースデイル（Scarsdale Middle School）

### 高等学校
- スカースデイル高等学校（Scarsdale High School）